# 馬來民族統一機構
马来民族统一机构，又譯巫来由人統一組織，簡稱巫統（PEKEMBAR；UMNO），成立於1946年，是马来西亚的政党。同時亦是政黨聯盟「國民陣線」（國陣）的创始者及最大黨派。自馬來亞1957年獨立後至2018年馬來西亞大選为止，一直是該國的執政联盟首领，主宰着马来西亚政治。自1957年脫離英國以來，由於巫統在國陣或國陣的前身聯盟均长期佔有多數議席，并且多数党的黨魁即是首相，因此前六任马来西亚首相都是巫统党员。
巫统宣称“马来民族主义”是其成立的基础与愿景；坚持为民族、宗教和国家的尊严而戰鬥；同时也致力于捍卫马来文化作为民族文化，捍卫并发展马来西亚的伊斯兰教。
此外，该党也存在着许多贪污腐败的问题，众多巫统国会议员都有官司缠身，其中包括纳吉·阿都拉萨、阿末扎希、阿都阿兹·阿都拉欣、莫哈末依沙沙末、邦莫达等人，而阿末马斯兰、东姑安南、慕沙阿曼则被无罪释放。一个马来西亚发展有限公司丑闻（1MDB）的发生也间接导致该党在2018年马来西亚大选中惨败。

## 历史

### 独立前期
1945年，第二次世界大战日本投降後，英国政府再次回到马来亚（现在的马来西亚半岛）继续统治其殖民地。之后，英国政府为整合英属马来亚而在1946年4月1日宣布成立马来亚联邦。由於馬來亞聯邦計劃的提出，使一向視英國人為「保護者」的馬來人（马來由人）感到遭受背棄，視之為對馬來亞的併吞。尤其是计划裡宽松的移民政策、欲開放公民權給当时的人口庞大的外来移民（如華人和印度人）的建議，使其对马来亚原居民的地位备感焦虑。
在這種情況下，由柔佛的「半島馬來人運動」（Peninsular Malay Movement）與雪蘭莪的「馬來人協會」（Persatuan Melayu Selangor）主導的「泛馬馬來民族大會」，1946年3月1日在吉隆坡舉行。5月10日位于新山的第三次會議上正式成立了「馬來民族統一機構」（United Malays National Organization, UMNO），又譯「巫來由人統一組織」，簡稱「巫統」（PEKEMBAR；UMNO），積極反對馬來亞聯邦計劃。當時創辦人之一拿督翁嘉化（再此声明，翁嘉化是马来人）被推選為首任主席。起初巫统并未争取政治权力，除了扮演支持英殖民政府的角色以外别无选择。英殖民政府跟巫统领袖合作，帮助打击赤色分子制造的暴乱。
1949年，马来亚联邦被半自治的马来亚联合邦取代后，巫统开始转至注重政治及施政。马来人开始寻求出生权，因为马来亚政府没有公开宣布马来人的出生权，而造成了混乱的局面。
1951年翁嘉化（又譯翁查化、翁惹化）提議開放巫統黨籍，讓非馬來人參加，遭黨內拒絕，於是離開了巫統，由東姑阿都拉曼接任。翁嘉化離開巫統後，創設馬來亞獨立黨（Independence of Malaya Party, IMP）。同年，巫统在乔治市市议会选举赢得了九席中的六席。接下来，巫统吉隆坡分部跟马华公会雪兰莪分部组成了临时特别竞选联盟，以避免在同个席位竞争地参与吉隆坡市议会选举。巫统和马华在十二席中取下九席，给予独立党一大打击。随着在其他地方议会选举取得了胜利，这临时竞选联盟在1954年正式化为“联盟”。
1954年开始的州级选举，“联盟”在全联合邦268州席中夺下了226席。同年联邦立法议会成立，设立100席，其中52席由选举选出议员，其余48席由英国最高专员署委任。“ 联盟”要求60席由选举选出，东姑甚至远赴伦敦谈判但无果。1955年联邦议会开始进行选举，这时“联盟”迎来新成员——马来亚印度人国民大会党(MIC)的加入，并发布了选举宣言。宣言设立了一些目标：1959年之前独立，并为所有儿童提供至少小学的义务教育，拥护马来统治者作为君主立宪制的象征性元首，结束共产党引发的紧急状态及公共领域招聘更多马来亚人，减少外国人以改革公务员体制。
选举成绩一出，“联盟”在52席中取下51席，剩下的一席由泛马来亚伊斯兰党获得。东姑成为马来亚第一任首席部长。
在这期间，马来亚的紧急状态进行中。有马来亚共产党支持的马来亚人民解放军制造恐怖破坏行为如摧毁农场，切断交通及通讯网络，攻击警察局等，目的是要终结马来亚的殖民。英殖民政府在1948年宣布马共及其他一些左翼党派为非法组织。1955年，“联盟”政府和英国最高专员署宣布任何参与马共叛乱的人如果投降就可赦免罪行。“联盟”政府的代表也履行选举承诺，与马共领袖们见面谈判尝试和平解决骚乱，是为华玲会谈。马共总书记陈平要求宣布马共为合法政党及准许参与大选，作为放弃武装斗争的条件，但东姑拒绝导致陷入僵局。
1956年，东姑率领以“联盟”政治人物和马来统治者代表的谈判团飞抵伦敦，向英国争取及商讨独立事宜。独立日确定为1957年8月31日，并且要设立独立委员会起草国家宪法。“联盟”政府也被要求避免没收英国及外国在马来亚的资产，也会签订防卫条约。
宪法的起草由威廉·莱德成立及领导的莱德委员会负责。虽然载入了联邦制和君主立宪制的概念，草拟的宪法还有规定保护马来人的特别权利，如高等教育和公务员入学配额（固打制），以及伊斯兰教成为联邦的官方宗教。宪法也把马来语列为国家官方语言，及有权保护母语教育如华语和淡米尔语。 尽管东姑和马来统治者要求莱德委员会保证“在独立的马来亚全国民拥有平等的权利，特权和机会，不得以种族和信仰为由歧视”，但巫统人支持的马来特权，被列为是必要积极推行的，直至最后淘汰。这些措施被列入宪法第3、152和153条文。
如预计般，东姑于1957年8月31日在默迪卡体育场宣布独立，标志着迈入马来亚和马来西亚政治的新时代。

### 独立后的东姑时代

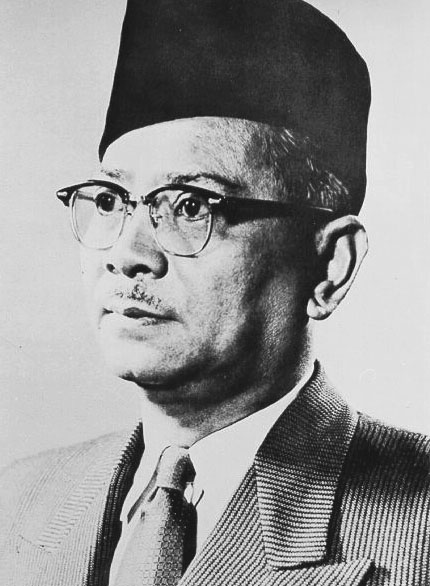
第一任首相东姑阿都拉曼

马来亚独立后的第一个选举落在1959年，由巫统领导的“联盟”赢下51.8%的选票，104席中攻下74席，在国会中取得足够的绝对优势，这不仅能再次组织政府而且可以随意修宪。不过这次选举“联盟”因内部纷争而受到挫折，马华总会长林苍佑要求该党允许参选104席中的40席。而东姑拒绝后，许多林苍佑的支持者辞职以独立人士的身份参选，让“联盟”折损一些议席。
1961年，东姑发起了成立“马来西亚”的构想，即把前英国殖民地的新加坡，沙巴，砂拉越和汶莱并入马来亚的想法。此构想的推测是可以允许中央政府控制及打击共产党的活动，特别是新加坡。这也担忧如果新加坡获得独立，将会变成大中華主義者的基地来威胁马来亚主权地位。为了平衡新国家的种族结构，其他马来人及原住民人口为主的州将会加入以平衡新加坡华人人口的多数优势。
经过多番谈判，新修改的宪法已敲定并做出了一些小修改：例如马来人特权对所有“土著”——即包括马来人及其他马来西亚原著民开放。然而，新的州属将会给予马来亚原九个州属没有的一些自治权。经过1963年7月的谈判，马来西亚将会在8月31日成立，包括新加坡，沙巴和砂拉越。汶莱因汶莱人民党的武装叛乱而不加入，以避免新国家成立后有不稳定的情况。
菲律宾和印尼强烈反对这次的发展，印尼指马来西亚代表着新殖民主义的出现，及菲律宾称沙巴为其领土。联合国向该地区派出委员会调查及批准合并，导致成立日被迫推迟。尽管印尼总统苏卡诺进一步抗议，马来西亚最终在1963年9月16日成立。印尼之后宣布与马来西亚“对抗”，派遣指挥官在东马（沙巴和砂拉越）进行游击战。此对抗直到苏哈托发动军事政变推翻了苏卡诺而结束。而菲律宾之后与马来西亚建立外交关系，同时承认马来西亚主权。
随着马来西亚国名的变更，巫统的政治联盟伙伴也即时更名至马来西亚华人公会和马来西亚印度人国民大会。东马的一些政党特别是砂拉越也加入了“联盟”以参与选举。

#### 马来西亚与新加坡
1963年新加坡州选举，“联盟”决定以新加坡联盟党的名义挑战李光耀领导执政的人民行动党。巫统党人为了新加坡联盟党在新加坡活跃参与州选，指控新加坡马来人在华人主宰的人民行动党政府之中，被当成二等公民。但是最后巫统支持的马来候选人全都输给了人民行动党候选人。巫统总秘书赛嘉法阿尔巴去到新加坡向马来人传达信息，在一场集会裏，他攻击人民行动党的马来籍政治人物是叛徒，而且不符伊斯兰教义，导致人民行动党和巫统关系紧张。人民行动党人看到“联盟”违反了早期的协议，即星馬双方不得参选对方的选举，决定参选半岛的1964年大选。尽管人民行动党竞选了9个国会议席及在集会吸引了大量群众，但只赢得一个席位。政治纷争引致了族群关系的紧张，最後爆发了1964年新加坡種族騷亂。
“联盟”领袖对李光耀的行为感到震惊，认为身为一個州的首席部長的他，行為舉止不应该如此不体面。他们认为李光耀把自己当成是个主权国家的宰相，而非一個州的方伯。来自马华的财政部长陈修信则稱李光耀是“马来西亚及马来亚历史上最大的破坏力量”。李光耀似乎决心要在政治方面继续发展，继续在全国竞选，成立马来西亚团结大会——一个口号为“马来西亚人的马来西亚”政党联盟，复制了翁嘉化早期的努力。
1965年8月7日，首相东姑为了避免进一步的冲突别无他法，建议马来西亚国会对新加坡驱逐出马来西亚进行了投票。尽管人民行动党领袖们，包括李光耀尝试挽留新加坡在联邦之中，国会最终在8月9日以126票比0票，一致支持將新加坡逐出联邦。
东姑在国会演说时表示：“在我领导这下议院的十年之中，我未曾如此痛苦地履行職務。我在此宣布新加坡正式脱离联邦。”  当天，流泪的李光耀宣布新加坡是个主权独立的国家，以及自己成为这新国家的总理。他的演说摘录：“对我来说，这是一个痛苦的时刻。我的一生，我整个成年的生活中，我都堅信於两地的合并及团结。” 随着新加坡的脱离及独立，巫统新加坡分部改名为新加坡马来民族机构 (Pertubuhan Kebangsaan Melayu Singapura)。

#### 东姑的落日
新加坡脱离联邦后，“联盟”领袖开始专注执行政策。其中一项政策是提升马来语作为马来西亚的官方语言地位，降低英语在政府事务的使用。这得到伊斯兰党的支持，即捍卫土著特权及提升伊斯兰教在公共事务的地位。另一方面，人民行动党在马来西亚的支部变成了民主行动党，继续强烈反对此政策，并继承了被驱逐的人民行动党“马来西亚人的马来西亚”理念。1968年，由林苍佑领导新成立的马来西亚民政运动党或称民政党，与民主行动党合作。
1969年大选出了大事，5月10日当西马（半岛）投票结束后，“联盟”赢得不到一半的总选票，尽管在国会104席中取得66席。马华在此大选中损失惨重，从而使双方关系紧张。同时“联盟”还在州层次的选举受到更大的打击，失去吉兰丹，霹雳和槟城的执政权。这次的选举最后触发了族群冲突——五一三事件。巫統雪兰莪州州务大臣拿督哈仑（Datuk Harun）宣布巫统将于1969年5月13日晚上7点30分，展开庆祝巫统选举胜利游行。一群马来青年由鹅唛（Gombak）出发，前往哈仑住处集合参加游行，在文良港（Setapak）地区与华、印族人发生冲突。
最高元首经过中央政府的劝告后宣布国家进入紧急状态。国会暂停运作，由巫统的副首相敦拉萨克领导的国家行动委员会来接管政府，作为大选后续的东马投票也被迫无限期推迟。尽管内阁首相还是东姑，但职位却是象征性的，其职务却由阿都拉萨执行。
巫统后座议员马哈迪·莫哈末在此选举失去国会议席，并向东姑致函批评他的领导。马哈迪与马来亚大学讲师拉惹慕达鲁丁·达因主办一场活动，向本地大学学生团体派发他的信函。最后爆发了大规模示威，并要求东姑下台。随着6月爆发的骚乱，马哈迪及巫统前执行秘书慕沙希淡被开除党籍。尽管如此，东姑受到一系列压力下开始了退位计划。
被推迟的选举最后于1970年进行，让“联盟”再次牢牢掌握国会三分之二绝对优势。8月31日，东姑宣布国家的意识形态——国家原则（Rukunegara），以及退位，计划让首相职位由敦拉萨继承，还有国会接下来即将复会。

### 敦阿都拉萨时代
1970年敦阿都拉萨接任首相后，他开始着手加强巫统在“联盟”里的领导。东姑领导联盟的时候，一直会咨询“联盟”里对政策的意见。当“联盟”领袖提出反对时，政策就不会通过。在敦阿都拉萨的领导下，巫统就是“联盟”和政府的主干。他领导国家行动委员会包涵7位马来人，1位华人和1位印度人直至国会复会。
在敦拉萨的内阁，另外两位跟他有同等权力的人就是依斯迈·阿都拉曼和加沙里沙菲宜。加沙里曾经表示马来西亚不适合西敏寺国会制度。敦拉萨也让被开除了的马哈迪·莫哈末和慕沙希淡重新入党，并提拔马哈迪成为教育部长，这番举动也间接让后者在1976年受委副首相。
阿都拉萨政府在1971年宣布新经济政策，目标是以“经济快速增长”来提升马来人在国家经济方面的地位以达到跟其他族群有合理的份额，并“最终消除贫穷…不分种族”。新经济政策的目标是让马来人掌控30%的经济领域，政府认为这将会实现“公平的社会” （Masyarakat Adil），一个促进政策受到认可的口号。新经济政策的制度扩大了宪法所制定的教育以及公务员固打，政府也对私人界做出干预。例如首次公开募股中的30%股份必须由政府选择的土著单位持有； 旧有的公务员招聘机制，即每聘一位非马来人就要聘四位马来人的制度即刻废除，在1969年至1973年间，98%的新公务员是马来人。五所新大学在新经济政策之下建成，其中两所主要为贫穷马来人和穆斯林公民服务。
阿都拉萨为了强化政府优势而开始拉拢一些在野党加入“联盟”阵营。民政党，人民进步党，伊斯兰党和东马一些在野党在这时期加入了联盟，并改名为“国民阵线”。国阵在1974年正式注册成为组织，同年也进行了大选。
国阵内部在选举期间出现了一些矛盾。1973年，林敬益和一些亲华支持者从马华跳槽至民政党，这导致马华不再是国阵里唯一代表华人权益的政党。
马来西亚大学学生组织开始对巫统领导的政府有所不满，学生运动受到海外方面的无政府主义者影响而发起。不过，政府对大学生和学院发出严厉警告禁止参与政治。还有，农村的农民指控由于政府的政策导致他们挨饿，促使1974年12月爆发大学生示威。不过这些指控是错误的，因为没有证据证明农民的家属因饥饿而死。大部分示威者是马来人。1975年，国会通过了大学及大专生法令，禁止学生在未经过大学副校长的书面同意下对任何政党或工会表态支持及担任任何职位。该法令也禁止在大学校园内进行政治集会。1976年尽管玛拉工艺学院内有抗议大专法令的大集会，政府威胁要撤回学生受到政府资助升学的奖学金。
国阵也在1974年大选后也在砂拉越参选。由黄金明领导的砂拉越国民党跟民主行动党成为国会里最重要的在野党，两党各掌九席。砂国民党挑战国阵委任的砂拉越首席部长阿都拉曼耶谷的亲马来人政策，指他们边缘化砂拉越的郊区原住民，特别是依班人。砂国民党曾经在1965年被逐出“联盟”，原因是主张增加砂拉越的自主权，即提升那些砂拉越加入马来西亚联邦时所签订的协议中所指定的权利，但这是不可能达到的。当选举结果公布后，阿都拉曼下令以煽动法令逮捕黄金明。砂国民党随后选出新领袖——廖·莫吉，他保释了黄金明以及1976年让砂国民党再次加入国阵。
在沙巴州，“联盟”及之后的国阵由注重亲马来人和亲伊斯兰政策的沙巴民族统一机构（USNO，简称沙统）掌控州政府。1973年，伊斯兰教被列为沙巴州的官方宗教，原官方宗教为基督教，在合并协议前已签署认同此条款。还有原住民语言如卡达山人的语言使用被马来语取代。沙统的首席部长慕斯塔法哈伦生活奢侈，奉行恩庇政治来批准珍贵木材合约，使用沙巴公帑供飞机运送自己飞至价值一百万澳元，位于昆士兰的住家。
1974年大选，社会正义党参选获得了近40%的选票，但无法赢取任何国会议席及州议席，沙统持续执政沙巴州。
1981年6月巫统党选后，马哈迪·莫哈末接任首相兼巫统主席职务，并创下掌权22年的最长在位首相记录。

### 马哈迪时代

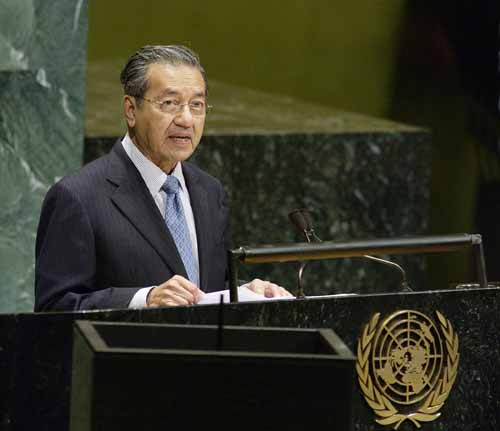
第五任巫统主席兼第四任首相马哈迪·莫哈末

马哈迪·莫哈末任首相之后，慕沙希淡接任副首相兼巫统署理主席。马哈迪上任后实行了一系列促进经济发展的政策。1982年初，他宣布「向东学习」政策，即向日本和韩国学习。日本和韩国的现代化工程成了马来西亚的楷模。这也是马哈迪为了不想照抄西方现代化模式而另觅的新路。在他领导下，马来西亚经济稳健发展。在1997年亚洲金融危机前的10年里，马来西亚经济年均增长率达8%以上，马来西亚在全球经济竞争力排名表上跃居第21位，人均年收入从1986年的1830美元增加到1996年的近4000美元，国民富裕程度在整个东南亚地区仅次于新加坡和文莱。
1981年至2003年，在马哈迪担任首相期间，马来西亚经历快速的经济成长，由原先以农业为基础的经济型态，转变为以制造业和工业为主，特别在电脑与消费性电器产品领域。在这段期间，马来西亚的城市景观也因多项大型计画而改变，其中包括国家石油公司的双峰塔、吉隆坡国际机场、南北大道、雪邦国际赛道、多媒体超级走廊、砂拉越巴贡水坝以及新的联邦行政首都布城直辖区等建设。

#### 1987年党争
1987年，马哈迪受到前财政部长东姑拉沙里的挑战。媒体把支持马哈迪的阵营称为A队，东姑拉沙里为B队。最终，马哈迪以43票（761对718）的微差成功连任。B队的署理主席候选人慕沙希淡被A队的嘉法巴巴打败，三位副主席中有两位是A队，最高理事会有16位A队及9位B队成员。同年6月25日，12位巫统中央代表对这次党选做出上诉但被驳回了，其中一位代表胡先马纳撤回上诉，剩下的11位坚持上诉的代表们被称为“巫统11人”，虽然东姑拉沙里和慕沙希淡未参与其中，但广泛相信东姑拉沙里资助这个上诉。
经过超过七个月的一系列非正审聆讯及搜查资料，1988年2月4日法官哈伦哈欣位于吉隆坡高庭对此事做出了宣判。法庭宣判巫统为非法组织，原因是有一些未注册的支部参与党选，违反1966年社团法令，因此技术上大会本身也是非法。马哈迪把国阵主席职位交给身为国阵第二大成员党马华公会的总会长林良实，林良实便受命成为非官方代理首相，直到同年2月16日。巫统被判为非法政党后，东姑拉沙里创党，名叫“马来西亚巫统”（UMNO Malaysia），以爭取继承旧有的巫统。马来西亚巫统虽然主要受到巫统B队的支持，但也招揽马哈迪加入领导层，可是该新党随着社团注册局以缺乏解释为由拒绝注册而瓦解。
马哈迪在“马来西亚巫统”注册被拒绝后一星期，注册名为“马来民族统一机构（新）”（Pertubuhan Kebangsaan Melayu Bersatu (Baru) ）或简称“巫统（新）”（UMNO (New)），其后去除了“新”字，使旧巫统的所有资产由新巫统继承。东姑拉沙里另行创立四六精神党，在1990年及1995年大选与新巫统对抗，最后四六精神党在1996年解散，东姑拉沙里回归巫统。

#### 1993年党选
1993年党选，安华·依布拉欣在署理主席职位击败嘉化·峇峇，并接任副首相职。

#### 马哈迪宣布退位
2001年1月1日，马哈迪表示，巫统在该年的决议是团结马来人和各级党员。
在2002年6月22日的巫统大会中，马哈迪宣布他将会辞去首相职，许多支持者涌往台上泪流满面地试图挽留他。之后他定于2003年10月退位，给予他有时间以确保他选定的继任者阿都拉有序及没有争议的权力交接，10月31日正式把首相职务移交给阿都拉·巴达威。在职首相达22年，马哈迪在退位时是世界上在位最久的被选举国家领导人，他也是马来西亚在任最久的首相。

### 阿都拉时代
在馬哈迪領導下馬來西亞進入經濟繁榮的時代，擔任了長達22年的黨主席及首相後，於2003年10月31日退休，由其指定的接班人阿都拉·巴达威繼任，纳吉·阿都拉萨则接任署理主席。
2004年的第11届大选，国阵在阿都拉的领导下取得压倒性胜利。不过2008年的第12届大选，该联盟首次失去三分之二国会议席优势，巫统的大臣在雪兰莪，霹雳和吉打失去职位。之后阿都拉宣布来届党选不蝉联主席职及首相职位，在2009年4月3日党选后由纳吉继承。

### 纳吉时代
在2013年第13届大选中，尽管国阵总体失去7席，但巫统增加了9席。
纳吉·阿都拉萨任内曾发生一个马来西亚发展有限公司丑闻（1MDB），事件被揭发后激起马来西亚人民的批评声浪。2016年2月29日，前首相马哈迪·莫哈末宣布退出巫统。同年6月24日，纳吉宣布，巫统最高理事会一致决定开除前副首相慕尤丁和前吉打州务大臣慕克里·马哈迪的党籍，因两人与反对党同台，批评巫统和党领袖，在党纪犯下大罪，该决定引起部分巫统党员不满。
2018年5月9日第14届大选，国阵惨败，巫统首次失去执政党的地位。5月12日，纳吉宣布辭去巫統以及國陣主席職位，並由前副首相阿末扎希暫代位置。同年7月3日，纳吉因一马公司贪污丑闻在家中遭马来西亚反贪污委员会逮捕。2020年7月28日，吉隆坡高等法庭宣判，纳吉涉及一马弊案的SRC洗钱案7项指控全部成立，判处监禁12年和罚款2亿1000万令吉，成为马来西亚历史上首位被定罪的前首相。

### 阿末扎希时代
第14届大选后，国阵阵营多个政党引发成员脱离政党危机，巫统也是其中之一。巫统成为反对党后，和伊斯兰党的关系也越加密切，两党多次参与国内各个关系到穆斯林的课题，例如反对《消除一切形式种族歧视国际公约》（ICERD）、反对《罗马规约》等活动。
2019年9月14日，巫统和伊斯兰党在吉隆坡世界贸易中心举行「穆斯林团结集会」，正式签暑合作宪章，以维持及争取更多选票和抗衡希望联盟。这是双方自1980年代终止合作后再次联盟。巫统与伊斯兰党也提出以「全民共识」（Muafakat Nasional）为合作模式，采取一对一方式与希盟竞争选票。在2020年7月4日的2020年珍尼补选中，国阵以1万2650多数票狂胜对手，证实该合作模式取得成功。
2021年8月21日巫统副主席依斯迈沙比里成为马来西亚第九任首相是巫统在第14届大选后首次执政，也是首次非巫统主席的巫统党员担任首相。
2022年8月23日最高法院正式裁定纳吉罪名成立并正式入狱
第十五届大选后巫统从创党以来的首次大败，也使巫统基层上逼宫阿末扎希下辞去巫统主席一职，马华的总会长魏家祥与马华总秘书长张盛闻也表示阿末扎希应该下台但阿末扎希表示不会辞职下台，2022年11月24日阿末扎希正式表示支持安华就任马来西亚首相，随后阿末扎希二次担任马来西亚副首相
2022年底，巫統正式與希望聯盟合作並組成多元民族的馬來西亞團結政府。

## 思想
巫统公开代表在马来西亚的马来人，也开放任何土著（马来西亚原住民，即非马来人或非穆斯林如东马的卡达山人，依班人，达雅人等）入党。该党宣扬马来人主权，一种马来人身为国土早期的居民应当享受特别地位的概念，如今受到马来西亚宪法153条文所保护。

## 大选结果
| 大选 | 赢得的总席位 | 竞选 | 得票      | 得票比例 | 选举结果                                  | 领袖          |
| ---- | ------------ | ---- | --------- | -------- | ----------------------------------------- | ------------- |
| 1955 | 34 / 52      | 35   | 589,933   | 58.90%   | ▲34席; 执政党 (联盟)                      | 东姑阿都拉曼  |
| 1959 | 52 / 104     | 70   | 553,160   | 35.75%   | ▲18席; 执政党 (联盟)                      | 东姑阿都拉曼  |
| 1964 | 59 / 104     | 70   | 458,854   | 38.10%   | ▲7席; 执政党 (联盟)                       | 东姑阿都拉曼  |
| 1969 | 52 / 144     | 70   |           |          | ▼7席; 执政党 (联盟)                       | 东姑阿都拉曼  |
| 1974 | 62 / 144     | 80   |           |          | ▲10席; 执政党 (国民阵线)                  | 阿都拉萨      |
| 1978 | 70 / 154     | 80   |           |          | ▲8席; 执政党 (国民阵线)                   | 胡先翁        |
| 1982 | 70 / 154     | 100  |           |          | ━ ; 执政党 (国民阵线)                     | 马哈迪·莫哈末 |
| 1986 | 83 / 177     | 100  | 1,474,063 | 31.06%   | ▲13席; 执政党 (国民阵线)                  | 马哈迪·莫哈末 |
| 1990 | 71 / 180     | 100  |           |          | ▼12席; 执政党 (国民阵线)                  | 马哈迪·莫哈末 |
| 1995 | 89 / 192     | 100  |           |          | ▲18席; 执政党 (国民阵线)                  | 马哈迪·莫哈末 |
| 1999 | 72 / 193     | 120  |           |          | ▼17席; 执政党 (国民阵线)                  | 马哈迪·莫哈末 |
| 2004 | 109 / 219    | 120  | 2,483,249 | 35.9%    | ▲37席; 执政党 (国民阵线)                  | 阿都拉·巴达威 |
| 2008 | 79 / 222     | 120  | 2,381,725 | 29.33%   | ▼30席; 执政党 (国民阵线)                  | 阿都拉·巴达威 |
| 2013 | 88 / 222     | 120  | 3,252,484 | 29.45%   | ▲9席; 执政党 (国民阵线)                   | 纳吉·阿都拉萨 |
| 2018 | 54 / 222     | 120  | 2,548,251 | 21.10%   | ▼34席; 反对党, 政变后： 执政党 (国民阵线) | 纳吉·阿都拉萨 |
| 2022 | 26 / 222     | 119  | 2,549,341 | 16.43%   | ▼28席; 执政党 (国民阵线)                  | 阿末扎希      |

## 州选结果
| 州选 | 州议会  | 州议会  | 州议会  | 州议会  | 州议会  | 州议会  | 州议会  | 州议会  | 州议会  | 州议会  | 州议会  | 州议会  | 州议会                  | 州议会 |
| 州选 | 玻璃市  | 吉打    | 吉兰丹  | 登嘉楼  | 槟城    | 霹雳    | 彭亨    | 雪兰莪  | 森美兰  | 马六甲  | 柔佛    | 沙巴    | 赢得总席位 / 竞选总席位 |        |
| ---- | ------- | ------- | ------- | ------- | ------- | ------- | ------- | ------- | ------- | ------- | ------- | ------- | ----------------------- | ------ |
| 1959 | 10 / 12 | 18 / 24 | 1 / 30  | 5 / 24  | 10 / 24 | 21 / 40 | 17 / 24 | 14 / 28 | 11 / 24 | 13 / 20 | 20 / 32 |         |                         |        |
| 1964 | 9 / 12  | 18 / 24 | 8 / 30  | 20 / 24 | 10 / 24 | 22 / 40 | 17 / 24 | 13 / 28 | 14 / 24 | 13 / 20 | 20 / 32 |         |                         |        |
| 1969 | 9 / 12  | 12 / 24 | 10 / 30 | 12 / 24 | 4 / 24  | 18 / 40 | 16 / 24 | 12 / 28 | 11 / 24 | 11 / 20 | 19 / 32 |         | 54 / 68                 |        |
| 1974 | 8 / 12  | 12 / 26 | 13 / 36 | 18 / 28 | 9 / 27  | 22 / 42 | 23 / 32 | 19 / 33 | 15 / 24 | 13 / 20 | 20 / 32 |         |                         |        |
| 1978 | 10 / 12 | 14 / 26 | 22 / 36 | 27 / 28 | 9 / 27  | 23 / 42 | 24 / 32 | 19 / 33 | 15 / 24 | 13 / 20 | 20 / 32 |         |                         |        |
| 1982 | 9 / 12  | 19 / 26 | 22 / 36 | 22 / 28 | 10 / 27 | 24 / 42 | 24 / 32 | 20 / 33 | 15 / 24 | 13 / 20 | 20 / 32 |         |                         |        |
| 1986 | 12 / 14 | 20 / 28 | 28 / 39 | 29 / 32 | 12 / 33 | 26 / 46 | 25 / 33 | 26 / 42 | 18 / 28 | 12 / 20 | 22 / 36 |         |                         |        |
| 1990 | 12 / 14 | 22 / 28 | 0 / 39  | 22 / 32 | 12 / 33 | 27 / 46 | 25 / 33 | 26 / 42 | 18 / 28 | 12 / 20 | 21 / 36 |         |                         |        |
| 1994 |         |         |         |         |         |         |         |         |         |         |         | 19 / 48 | 19 / 31                 |        |
| 1995 | 13 / 15 | 26 / 36 | 6 / 43  | 24 / 32 | 12 / 33 | 30 / 52 | 28 / 38 | 30 / 48 | 20 / 32 | 16 / 25 | 25 / 40 |         |                         |        |
| 1999 | 10 / 15 | 16 / 36 | 2 / 43  | 4 / 32  | 10 / 33 | 26 / 52 | 21 / 38 | 26 / 48 | 20 / 32 | 16 / 25 | 25 / 40 | 24 / 48 |                         |        |
| 2004 | 12 / 15 | 23 / 36 | 21 / 45 | 27 / 32 | 14 / 40 | 34 / 59 | 31 / 42 | 35 / 56 | 22 / 36 | 18 / 28 | 33 / 56 | 32 / 60 |                         |        |
| 2008 | 12 / 15 | 12 / 36 | 6 / 45  | 23 / 32 | 11 / 40 | 27 / 59 | 29 / 42 | 18 / 56 | 19 / 36 | 18 / 28 | 32 / 56 | 32 / 60 |                         |        |
| 2013 | 12 / 15 | 19 / 36 | 12 / 45 | 17 / 32 | 10 / 40 | 30 / 59 | 28 / 42 | 12 / 56 | 21 / 36 | 17 / 28 | 32 / 56 | 31 / 60 |                         |        |
| 2018 | 9 / 15  | 3 / 36  | 8 / 45  | 10 / 32 | 2 / 40  | 25 / 59 | 24 / 42 | 4 / 56  | 15 / 36 | 13 / 28 | 14 / 56 | 17 / 60 | 145 / 587               |        |
| 2020 |         |         |         |         |         |         |         |         |         |         |         | 14 / 73 | 14 / 31                 |        |
| 2021 |         |         |         |         |         |         |         |         |         | 18 / 28 |         |         | 18 / 20                 |        |
| 2022 |         |         |         |         |         |         |         |         |         |         | 33 / 56 |         | 33 / 37                 |        |
| 2022 | 0 / 15  |         |         |         |         | 8 / 59  | 17 / 42 |         |         |         |         |         | 25 / 85                 |        |
| 2023 |         | 0 / 36  | 1 / 45  | 0 / 32  | 2 / 40  |         |         | 2 / 56  | 14 / 36 |         |         |         | 19 / 108                |        |

## 当选代表

### 国会上议院
巫统目前在马来西亚上议院占有9席。
| 最高元首     | 诺嘉兹兰                                               | 大众                                                   |                                                        |                                                        |                                                        |
| 最高元首     | 赞比里                                                 | 大众                                                   |                                                        |                                                        |                                                        |
| 最高元首     | 罗丝苏雅蒂·阿朗                                        | 大众                                                   |                                                        |                                                        |                                                        |
| 最高元首     | 罗斯妮索哈                                             | 大众                                                   |                                                        |                                                        |                                                        |
| 霹靂州议会   | 三苏丁·阿都嘉化                                        | 霹靂                                                   |                                                        |                                                        |                                                        |
| 马六甲州议会 | 慕斯达法·慕沙                                          | 马六甲                                                 |                                                        |                                                        |                                                        |
| 柔佛州议会   | 阿都哈林苏莱曼                                         | 柔佛                                                   |                                                        |                                                        |                                                        |
| 彭亨州议会   | 诺哈斯米米                                             | 彭亨                                                   |                                                        |                                                        |                                                        |
| 彭亨州议会   | 沙罗威赞                                               | 彭亨                                                   |                                                        |                                                        |                                                        |
| 总数         | 最高元首 (4), 霹雳 (1), 马六甲 (1), 柔佛 (1), 彭亨 (2) | 最高元首 (4), 霹雳 (1), 马六甲 (1), 柔佛 (1), 彭亨 (2) | 最高元首 (4), 霹雳 (1), 马六甲 (1), 柔佛 (1), 彭亨 (2) | 最高元首 (4), 霹雳 (1), 马六甲 (1), 柔佛 (1), 彭亨 (2) | 最高元首 (4), 霹雳 (1), 马六甲 (1), 柔佛 (1), 彭亨 (2) |

### 国会下议院
巫统目前在马来西亚下议院占有26席。
| 玻璃市 | 无 | 无 | 无 | 无 | |
| 吉打   | 无 | 无 | 无 | 无 | |
| 吉兰丹 | 无 | 无 | 无 | 无 | |
| 登嘉樓 | 无 | 无 | 无 | 无 | |
| 檳城   | 无 | 无 | 无 | 无 | |
| 霹靂   | P55 | 玲珑 | 三苏安努亚 | | |
| 霹靂   | P75 | 峇眼拿督 | 阿末扎希 | | |
| 彭亨   | P78 | 金马仑高原 | 南利莫哈末诺 | | |
| 彭亨   | P79 | 立卑 | 阿都拉曼莫哈末 | | |
| 彭亨   | P84 | 巴耶勿刹 | 莫哈末沙哈阿都拉 | | |
| 彭亨   | P85 | 北根 | 昔莫哈末普兹 | | |
| 彭亨   | P90 | 百乐 | 依斯迈沙比里 | | |
| 雪蘭莪 | 无 | 无 | 无 | 无 | |
| 吉隆坡 | P119 | 蒂蒂旺沙 | 佐哈里阿都干尼 | | |
| 布城   | 无 | 无 | 无 | 无 | |
| 森美蘭 | P126 | 日叻务 | 渣拉鲁丁阿里亚斯 | | |
| 森美蘭 | P127 | 仁保 | 三苏卡哈 | | |
| 森美蘭 | P129 | 瓜拉庇劳 | 安南阿布哈山 | | |
| 森美蘭 | P131 | 林茂 | 莫哈末哈山 | | |
| 森美蘭 | P133 | 淡边 | 莫哈末依斯韩 | | |
| 马六甲 | 无 | 无 | 无 | 无 | |
| 柔佛   | P147 | 巴力士隆 | 诺莱妮·阿末 | | |
| 柔佛   | P151 | 新邦令金 | 哈斯尼莫哈末 | | |
| 柔佛   | P153 | 森布隆 | 希山慕丁·胡先 | | |
| 柔佛   | P155 | 东南镇 | 曼兹里·纳昔 | | |
| 柔佛   | P156 | 哥打丁宜 | 卡立诺丁 | | |
| 柔佛   | P157 | 边佳兰 | 阿莎丽娜 | | |
| 柔佛   | P164 | 笨珍 | 阿末马斯兰 | | |
| 納閩   | 无 | 无 | 无 | 无 | |
| 沙巴   | P173 | 必打丹 | 沙赫米·耶也 | | |
| 沙巴   | P176 | 金马利 | 莫哈末阿拉明 | | |
| 沙巴   | P177 | 保佛 | 茜蒂阿米娜 | | |
| 沙巴   | P184 | 里峇兰 | 苏海米·纳西尔 | | |
| 沙巴   | P187 | 京那峇当岸 | 邦莫达 | | |
| 沙巴   | P191 | 加拉峇干 | 安迪莫哈末苏雅迪 | | |
| 砂拉越 | 无 | 无 | 无 | 无 | |
| 总数   | 玻璃市 (0), 吉打 (0), 吉兰丹 (0),登嘉楼 (0), 槟城 (0), 霹雳 (2), 彭亨 (5), 雪兰莪 (0), 吉隆坡 (1), 布城 (0), 森美兰 (5), 马六甲 (0), 柔佛 (7), 纳闽 (0), 沙巴 (6), 砂拉越 (0) | 玻璃市 (0), 吉打 (0), 吉兰丹 (0),登嘉楼 (0), 槟城 (0), 霹雳 (2), 彭亨 (5), 雪兰莪 (0), 吉隆坡 (1), 布城 (0), 森美兰 (5), 马六甲 (0), 柔佛 (7), 纳闽 (0), 沙巴 (6), 砂拉越 (0) | 玻璃市 (0), 吉打 (0), 吉兰丹 (0),登嘉楼 (0), 槟城 (0), 霹雳 (2), 彭亨 (5), 雪兰莪 (0), 吉隆坡 (1), 布城 (0), 森美兰 (5), 马六甲 (0), 柔佛 (7), 纳闽 (0), 沙巴 (6), 砂拉越 (0) | 玻璃市 (0), 吉打 (0), 吉兰丹 (0),登嘉楼 (0), 槟城 (0), 霹雳 (2), 彭亨 (5), 雪兰莪 (0), 吉隆坡 (1), 布城 (0), 森美兰 (5), 马六甲 (0), 柔佛 (7), 纳闽 (0), 沙巴 (6), 砂拉越 (0) | 玻璃市 (0), 吉打 (0), 吉兰丹 (0),登嘉楼 (0), 槟城 (0), 霹雳 (2), 彭亨 (5), 雪兰莪 (0), 吉隆坡 (1), 布城 (0), 森美兰 (5), 马六甲 (0), 柔佛 (7), 纳闽 (0), 沙巴 (6), 砂拉越 (0) |

### 州立法议会
巫统目前在全国9个州议会拥有107名州议员。
| 玻璃市 | 无 | 无 | 无 | 无 | |
| 吉打   | 无 | 无 | 无 | 无 | |
| 吉兰丹 | N43 | 能吉里 | 阿兹马威 | | |
| 吉兰丹 | N45 | 加腊士 | 莫哈末沙布丁 | | |
| 登嘉樓 | 无 | 无 | 无 | 无 | |
| 檳城   | N2 | 柏淡 | 礼查马力肯 | | |
| 檳城   | N21 | 双溪亚齐 | 拉斯迪再諾 | | |
| 霹靂   | N2 | 天猛莪 | 莎比雅莫哈末 | | |
| 霹靂   | N4 | 哥打淡板 | 沙拉尼 | | |
| 霹靂   | N21 | 连登 | 莫汉莫德组科菲 | | |
| 霹靂   | N36 | 孟加兰峇鲁 | 阿兹曼诺 | | |
| 霹靂   | N39 | 不兰查 | 凯鲁丁阿布哈尼巴 | | |
| 霹靂   | N48 | 亚亦君令 | 莫哈末尤斯里 | | |
| 霹靂   | N53 | 龙谷 | 沙鲁沙曼 | | |
| 霹靂   | N59 | 美冷 | 莎丽娜三苏丁 | | |
| 彭亨   | N2 | 日黎 | 旺罗斯迪 | | |
| 彭亨   | N3 | 巴登东姑 | 穆斯塔帕 | | |
| 彭亨   | N5 | 文打 | 索菲拉萨 | | |
| 彭亨   | N6 | 峇都达南 | 阿都阿兹末基让 | | |
| 彭亨   | N8 | 冬 | 法兹利莫哈末卡马 | | |
| 彭亨   | N16 | 英迪拉布拉 | 沙菲法赞 | | |
| 彭亨   | N21 | 柏拉姆再也 | 莫哈末尼扎·莫哈末纳吉 | | |
| 彭亨   | N22 | 柏巴 | 莫哈末法古鲁丁 | | |
| 彭亨   | N23 | 珍尼 | 莫哈莫沙林 | | |
| 彭亨   | N27 | 贞德腊 | 罗祖安 | | |
| 彭亨   | N28 | 吉道 | 赛依布拉欣赛阿末 | | |
| 彭亨   | N36 | 柏朗埃 | 阿米扎·阿布亚当 | | |
| 彭亨   | N37 | 古艾 | 莎巴丽雅 | | |
| 彭亨   | N39 | 金马扬 | 凯祖尼占 | | |
| 彭亨   | N41 | 姆阿占沙 | 拉查里卡欣 | | |
| 彭亨   | N42 | 刁曼 | 佐哈里胡欣 | | |
| 彭亨   | - | 官委议员 | 哈里斯沙烈 | | |
| 雪蘭莪 | N1 | 双溪侨华 | 礼占·依斯迈 | | |
| 雪蘭莪 | N23 | 杜顺大 | 佐汉阿兹 | | |
| 森美蘭 | N2 | 葫芦顶 | 嘉拉鲁丁 | | |
| 森美蘭 | N3 | 双溪镭 | 莫哈末拉兹 | | |
| 森美蘭 | N6 | 巴弄 | 慕斯达法纳谷 | | |
| 森美蘭 | N7 | 遮兰巴当 | 莫哈末再迪 | | |
| 森美蘭 | N9 | 良冷 | 莫哈末阿斯纳阿敏 | | |
| 森美蘭 | N15 | 爪西 | 琵比莎丽查 | | |
| 森美蘭 | N16 | 神安池 | 莫哈末苏菲安 | | |
| 森美蘭 | N17 | 新那灵 | 依斯迈拉欣 | | |
| 森美蘭 | N19 | 柔河 | 赛夫亚占 | | |
| 森美蘭 | N26 | 真蓬 | 赛夫巴哈里 | | |
| 森美蘭 | N27 | 晏斗 | 莫哈末哈山 | | |
| 森美蘭 | N28 | 高岛 | 苏海米艾尼 | | |
| 森美蘭 | N32 | 宁宜 | 莫哈末费沙 | | |
| 森美蘭 | N35 | 利民济 | 苏海米占比扎 | | |
| 马六甲 | N1 | 瓜拉宁宜 | 罗斯里阿都拉 | | |
| 马六甲 | N2 | 丹绒比拉拉 | 阿都拉勿 | | |
| 马六甲 | N3 | 阿依利茂 | 哈密迈丁昆祖巴希尔 | | |
| 马六甲 | N4 | 林鲁 | 苏莱曼莫哈末阿里 | | |
| 马六甲 | N5 | 打坡南宁 | 祖基菲里莫哈末占 | | |
| 马六甲 | N9 | 榴梿洞葛 | 查哈里阿都卡里尔 | | |
| 马六甲 | N10 | 亚沙汉 | 法鲁尼占罗斯兰 | | |
| 马六甲 | N12 | 班台昆罗 | 杜敏娜卡蒂 | | |
| 马六甲 | N13 | 巴也隆布 | 莱斯雅欣 | | |
| 马六甲 | N15 | 彭加兰峇株 | 卡宋诺丁 | | |
| 马六甲 | N18 | 阿依摩立 | 拉末马里曼 | | |
| 马六甲 | N21 | 鲁容 | 诺希尔米 | | |
| 马六甲 | N23 | 直落垵 | 阿都拉萨阿都拉曼 | | |
| 马六甲 | N25 | 霖 | 凯迪里亚阿布查哈 | | |
| 马六甲 | N26 | 实甘 | 再迪阿丹 | | |
| 马六甲 | N27 | 万里茂 | 阿克马沙烈 | | |
| 马六甲 | N28 | 双溪南眉 | 西蒂法依莎 | | |
| 柔佛   | N1 | 巫罗加什 | 扎哈里·沙礼 | | |
| 柔佛   | N3 | 柏玛尼斯 | 安努亚·阿都马纳 | | |
| 柔佛   | N5 | 丁能 | 哈斯琳达 | | |
| 柔佛   | N8 | 武吉巴西 | 莫哈末法兹里 | | |
| 柔佛   | N9 | 甘蜜 | 沙里汉 | | |
| 柔佛   | N11 | 实廊 | 凯琳妮莎 | | |
| 柔佛   | N14 | 武吉南宁 | 弗亚杜奇林 | | |
| 柔佛   | N16 | 双溪峇浪 | 史拉末达金 | | |
| 柔佛   | N17 | 圣模那 | 莫哈末法立卡立 | | |
| 柔佛   | N18 | 铁山 | 祖古纳因 | | |
| 柔佛   | N20 | 实马廊 | 山苏巴里 | | |
| 柔佛   | N21 | 巴力安尼 | 纳吉沙慕里 | | |
| 柔佛   | N22 | 巴力拉惹 | 诺拉昔达 | | |
| 柔佛   | N24 | 新加兰 | 莫哈末尤斯拉 | | |
| 柔佛   | N25 | 龙引 | 莫哈末卜艾 | | |
| 柔佛   | N26 | 吗什 | 翁哈菲兹 | | |
| 柔佛   | N27 | 拉央拉央 | 阿都慕达立 | | |
| 柔佛   | N29 | 马哥打 | 赛福星 | | |
| 柔佛   | N34 | 班底 | 哈哈斯林 | | |
| 柔佛   | N35 | 巴西拉惹 | 拉希达·依斯迈 | | |
| 柔佛   | N36 | 素里里 | 慕斯再迪 | | |
| 柔佛   | N37 | 旧柔佛 | 诺丽扎 | | |
| 柔佛   | N38 | 本那哇 | 法乌扎 | | |
| 柔佛   | N39 | 丹绒苏腊 | 阿兹南·达敏 | | |
| 柔佛   | N40 | 地南 | 阿兹祖 | | |
| 柔佛   | N43 | 百万镇 | 峇哈鲁丁泰益 | | |
| 柔佛   | N44 | 拉庆 | 莫哈末海里 | | |
| 柔佛   | N47 | 甘拔士 | 南利·柏哈尼 | | |
| 柔佛   | N49 | 依斯干达城 | 班达·阿末 | | |
| 柔佛   | N50 | 武吉柏迈 | 嘉福尼 | | |
| 柔佛   | N53 | 文律 | 哈斯尼莫哈末 | | |
| 柔佛   | N54 | 埔莱士峇当 | 哈斯鲁尼扎 | | |
| 柔佛   | N56 | 龟咯 | 杰菲里丁 | | |
| 沙巴   | N2 | 冰哥卡 | 哈伦杜拉比 | | |
| 沙巴   | N10 | 乌苏干 | 莫哈末沙烈赛益 | | |
| 沙巴   | N16 | 加拉布奈 | 耶谷干 | | |
| 沙巴   | N24 | 丹绒哥拉末 | 沙赫米·耶也 | | |
| 沙巴   | N29 | 班带马尼 | 莫哈末达明 | | |
| 沙巴   | N51 | 双溪马尼拉 | 莫克兰英卡 | | |
| 沙巴   | N58 | 拉末 | 邦莫达 | | |
| 沙巴   | N59 | 苏高 | 杰菲里阿里芬 | | |
| 沙巴   | N61 | 西加麦 | 莫哈末丁可达比 | | |
| 沙巴   | N71 | 丹绒峇都 | 安迪莫哈末苏雅迪 | | |
| 沙巴   | - | 官委州议员 | 苏海米纳希尔 | | |
| 沙巴   | - | 官委州议员 | 莱米翁基 | | |
| 砂拉越 | 无 | 无 | 无 | 无 | |
| 总数   | 玻璃市 (0), 吉打 (0), 吉兰丹 (2),登嘉楼 (0), 槟城 (2), 霹雳 (8), 彭亨 (17), 雪兰莪 (2), 森美兰 (14), 马六甲 (17), 柔佛 (33), 沙巴 (12), 砂拉越 (0) | 玻璃市 (0), 吉打 (0), 吉兰丹 (2),登嘉楼 (0), 槟城 (2), 霹雳 (8), 彭亨 (17), 雪兰莪 (2), 森美兰 (14), 马六甲 (17), 柔佛 (33), 沙巴 (12), 砂拉越 (0) | 玻璃市 (0), 吉打 (0), 吉兰丹 (2),登嘉楼 (0), 槟城 (2), 霹雳 (8), 彭亨 (17), 雪兰莪 (2), 森美兰 (14), 马六甲 (17), 柔佛 (33), 沙巴 (12), 砂拉越 (0) | 玻璃市 (0), 吉打 (0), 吉兰丹 (2),登嘉楼 (0), 槟城 (2), 霹雳 (8), 彭亨 (17), 雪兰莪 (2), 森美兰 (14), 马六甲 (17), 柔佛 (33), 沙巴 (12), 砂拉越 (0) | 玻璃市 (0), 吉打 (0), 吉兰丹 (2),登嘉楼 (0), 槟城 (2), 霹雳 (8), 彭亨 (17), 雪兰莪 (2), 森美兰 (14), 马六甲 (17), 柔佛 (33), 沙巴 (12), 砂拉越 (0) |

## 党的象征

### 党旗

巫统党旗

巫统党旗的官方名字是Sang Saka Bangsa。

### 党歌

#### Bersatu, Bersetia, Berkhidmat[66]
Bersatu kita bersatu
Dengan setia berganding bahu
Jiwa teguh berpadu
Kita rumpun Melayu
Bersama kita bersama
Mendukung hasrat semua
Berjasa pada bangsa
Agama dan negara
Lambang kita yang gagah
Dipandang mulia dan indah
Bersatu, bersetia, berkhidmat
Cogan katanya
UMNO terus mara
Untuk rakyat Malaysia

## 争议

### 种族主义指控
巫统几十年来作为马来西亚国会最大执政党，但在执政时期有不少为马来人争取福利而欺负少数民族的情形：
1. 1988年3月3日在马来西亚国会提呈的一份白皮书"朝向保护国家安全", 内容记录着1987年10月17日一项以当时为巫青团团长纳吉·阿都拉萨出席的巫青团集会上，在场展示的布条字眼包括"以华人的鲜血染红它（马来短剑）" （页面存档备份，存于）。同一些巫青集会上，巫青团员也悬挂着一些横条写着以下的词语:“谁反对马来统治者就撤销（他们的）公民身份”和“5月13日已开始”（指在1969年5月13日种族骚乱事件）。
2. 巫青团团长希山慕丁·胡先于2005年至2007年，3度在巫統大会高举马来短剑，前两度参加大会的巫青团员更发出强烈的叫嚣。这些挑拨的行为在众怒下才收敛，并导致巫統的盟友在2008年3月8日大选惨败。[67][68][69][70]

### 1MDB丑闻
2018年6月29日，一个马来西亚发展有限公司丑闻（1MDB）特别调查队证实冻结了涉嫌1MDB舞弊滥权案的个人及数个机构，包括巫统的银行户头。
2020年9月15日，前首相纳吉·阿都拉萨的一马公司案在吉隆坡高庭续审。一马公司前执行长哈金（Mohd Hazem Abdul Rahman）供称，一马公司2013年发行30亿美元债券后，部分筹得资金遭巫统用以在槟城买地。哈金声称，相关土地位于槟城亚依淡，而它们后来成为巫统为同年第13届大选造势的筹码：“（前首相）纳吉当时在槟城演讲造势时提到，这些土地将由一马公司在亚依淡兴建可负担房屋。”
2021年2月15日，一马公司前首席执行员莫哈末哈占透露，涉及主导1MDB丑闻的刘特佐曾亲口告诉他，1MDB的成立是为了服务巫统。

## 领导层

### 现任最高理事会
以下为巫统最高理事会领导名单（2022年-2025年）：

| - 大会议长： - 峇鲁丁阿米鲁丁 - 大会副议长： - 里祖安阿都哈密 - 主席： - 阿末扎希 - 署理主席： - 莫哈末哈山 - 副主席： - 旺罗斯迪 - 卡立诺丁 - 佐哈里阿都甘尼 - 妇女组主席： - 诺莱妮 - 巫青团团长： - 阿克马沙烈 - 女青团团长： - 努鲁阿玛 - 总秘书： - 阿斯拉夫 - 总财政： - 东姑安南 - 宣传主任： - 阿莎丽娜 - 执行秘书： - 苏马利礼端 - 巫统纪律局主席: - 丹斯里阿班迪 | - 最高理事会成员： - 三苏安努亚 - 赞比里 - 阿末马斯兰 - 东姑赛夫鲁阿兹 - 邦莫达 - 利查马里肯 - 莫哈末沙卡 - 拉查理依布拉欣 - 阿都拉曼达兰 - 阿莎丽娜 - 洛曼阿当 - 莫哈末阿威 - 邦莫达 - 罗斯娜拉昔茜琳 - 诺奥马 - 阿都阿兹 - 阿末沙比里 - 贾米尔 - 法都巴里 - 阿兹安奥斯曼 - 卡迪拉 - 阿末马斯兰 - 阿末加兹兰 - 加拉鲁丁 - 哈斯尼莫哈末 - 莫哈末库塞里 - 最高理事会成员（受委）： - 诺丽扎 - 沙里尔苏菲安 - 努鲁阿玛 - 莫哈末卜艾 - 佐汉阿都阿兹 - 阿都拉曼莫哈末 - 依山加里尔 - 翁哈菲兹 |

### 历任最高领导人
| 任期     | 肖像 | 全国主席      | 任期始於   | 任期終於   |
| -------- | ---- | ------------- | ---------- | ---------- |
| 1 创始人 |      | 翁惹化        | 1946年5月  | 1951年8月  |
| 2        |      | 东姑阿都拉曼  | 1951年8月  | 1971年6月  |
| 3        |      | 阿都拉萨·胡先 | 1971年6月  | 1976年1月  |
| 4        |      | 胡先翁        | 1976年1月  | 1981年7月  |
| 5        |      | 马哈迪·莫哈末 | 1981年7月  | 2003年10月 |
| 6        |      | 阿都拉·巴达威 | 2003年10月 | 2009年3月  |
| 7        |      | 纳吉·阿都拉萨 | 2009年3月  | 2018年5月  |
| 8        |      | 阿末扎希      | 2018年5月  | 现任       |

## 外部連結
- 巫統主頁 （页面存档备份，存于）